# Imagocnus
Imagocnus — викопний рід наземних лінивців з ранньоміоценової формації Лагунітас на Кубі. Його зв'язок з іншими антильськими лінивцями не зрозумілий, хоча Megalocnus і Parocnus, інші наземні лінивці, є його, швидше за все, родичами.